# NGC 7614
NGC 7614 – prawdopodobnie grupa czterech słabych gwiazd (stanowiących gwiazdę poczwórną lub asteryzm) znajdująca się w gwiazdozbiorze Ryb.
Dwa sąsiednie obiekty, skatalogowane później przez Johna Dreyera w New General Catalogue pod numerami NGC 7613 i NGC 7614, zaobserwował Gaspare Ferrari w 1865 roku i uznał je za „mgławice”. Identyfikacja obiektu NGC 7614 nie jest pewna, niektóre katalogi i bazy obiektów astronomicznych uważają go za obiekt nieistniejący bądź nieodnaleziony. Obiekt NGC 7613 powszechnie uznawany jest za „zagubiony”.